# Tanyptera atrata
Tanyptera atrata là một loài ruồi trong họ Ruồi hạc (Tipulidae). Chúng phân bố ở miền Cổ bắc.

## Hình ảnh

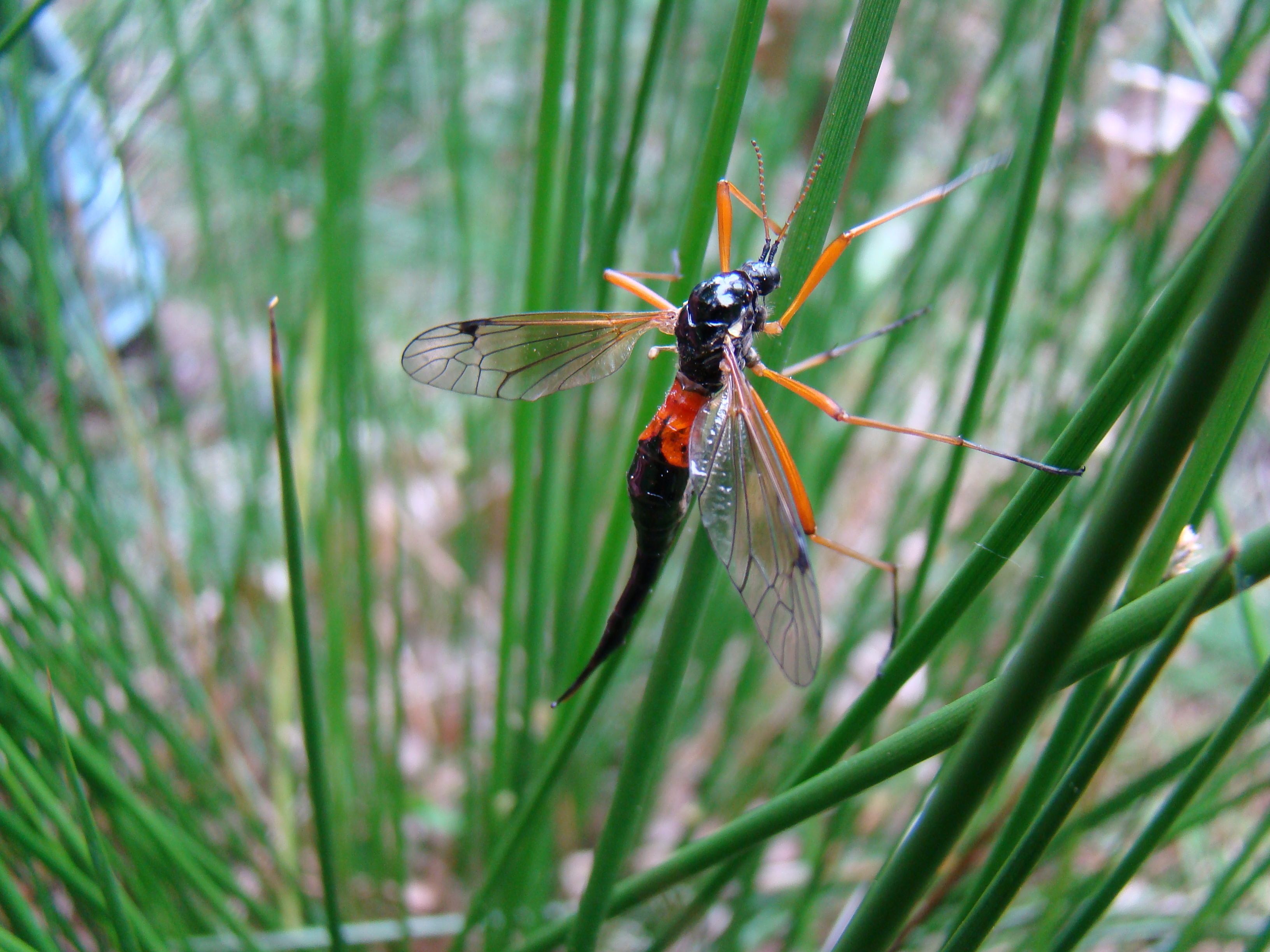
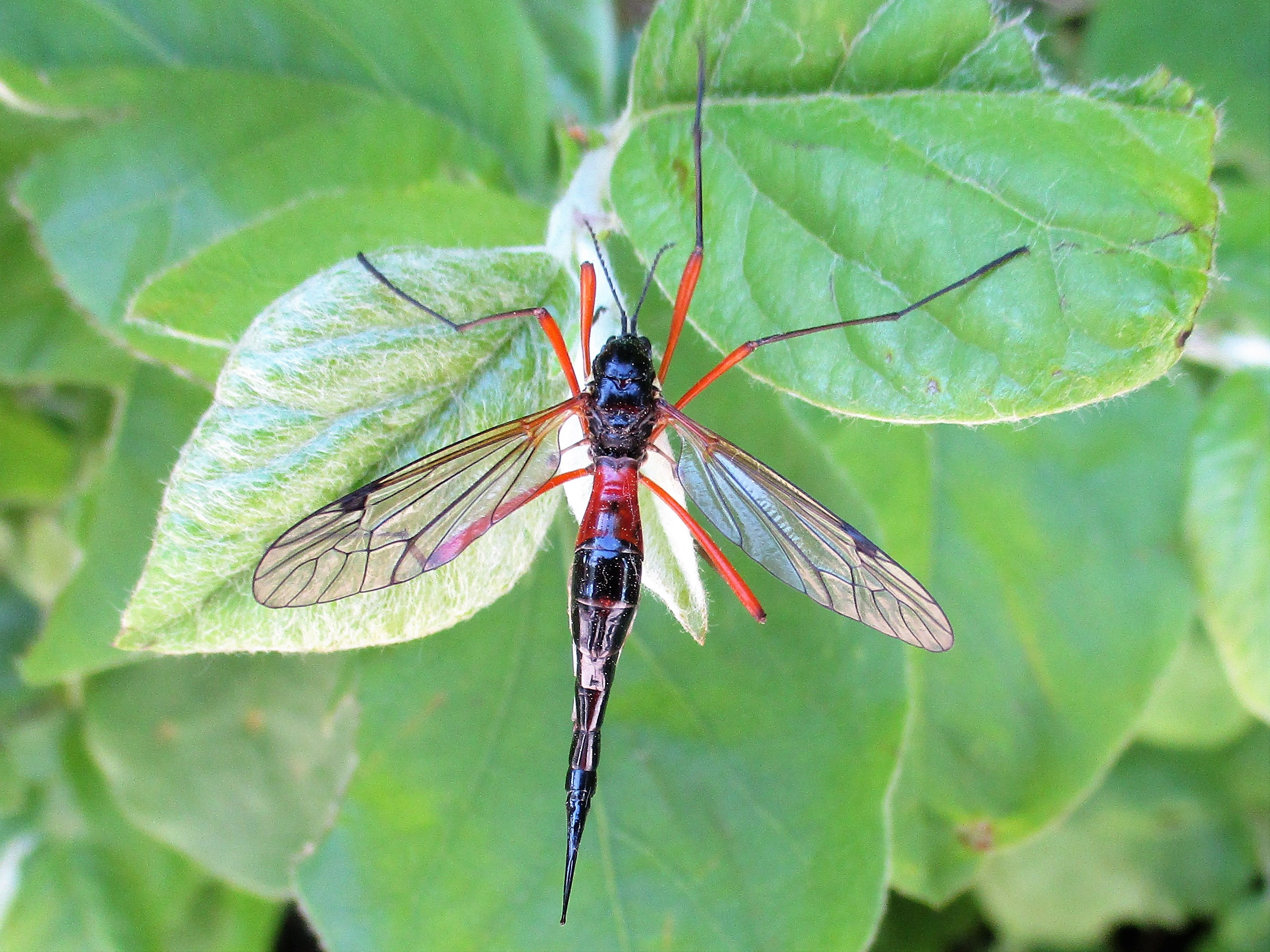
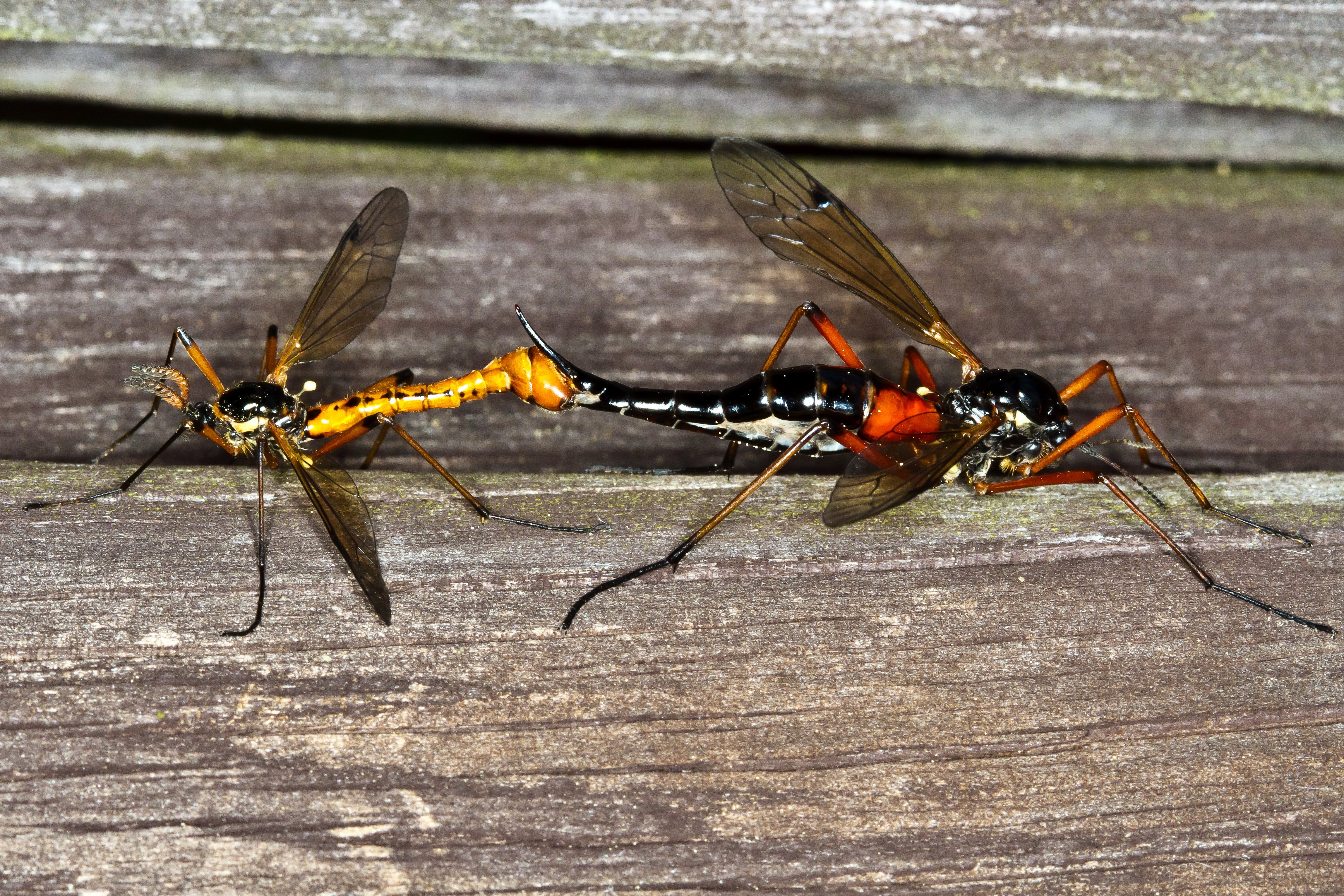
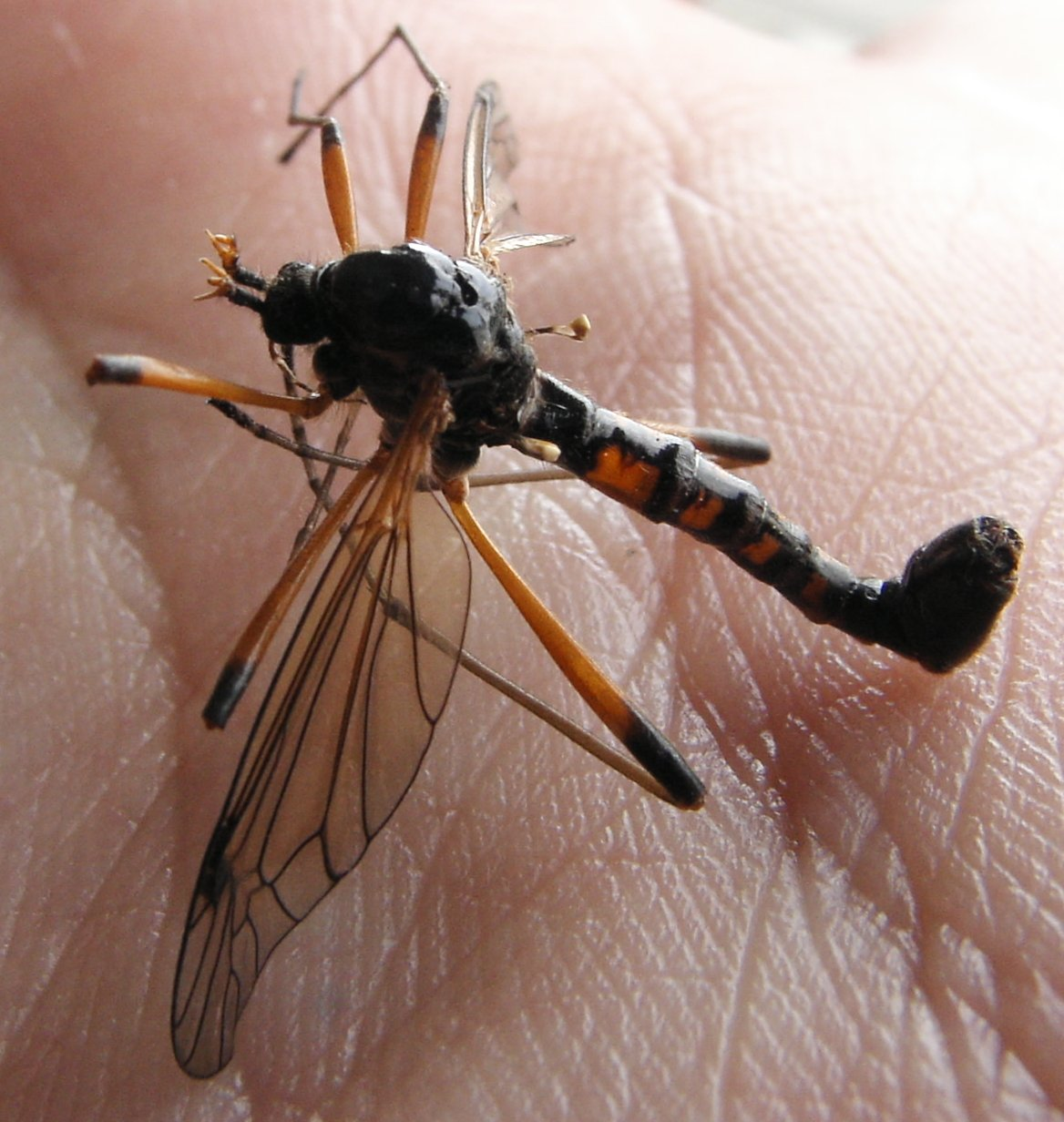

- Tư liệu liên quan tới Tanyptera atrata tại Wikimedia Commons